# Pseudochelonarium orientale
Pseudochelonarium orientale is een keversoort uit de familie Chelonariidae. De wetenschappelijke naam van de soort is voor het eerst geldig gepubliceerd in 1880 door Reitter.